# Lista mamiferelor sălbatice din România
Lista speciilor de mamifere din România cuprinde circa 108 specii.  
Următoarele etichete sunt folsite pentru a arăta stadiul de conservare al mamiferelor de la IUCN:
| Imagine | Abr. | Denumire în engleză   | Denumire în română              |
| ------- | ---- | --------------------- | ------------------------------- |
| EX      | EX   | Extinct               | Dispărut                        |
| CR      | CR   | Critically Endangered | Critic amenințat cu dispariția  |
| EN      | EN   | Endangered            | Amenințat cu dispariția         |
| VU      | VU   | Vulnerable            | Vulnerabil                      |
| NT      | NT   | Near Threatened       | Aproape amenințat cu dispariția |
| LC      | LC   | Least Concern         | Neamenințat cu dispariția       |
| DD      | DD   | Data Deficient        | Date insuficiente               |
| NE      | NE   | Not Evaluated         | Neevaluat                       |

## OrdinulInsectivora

### SubordinulDilambdodonta

#### FamiliaErinaceidae
- Arici (Barett-Hamilton, 1900) (Erinaceus roumanicus roumanicus)

#### FamiliaSoricidae- Chițcani
- Chițcan de pădure (Hermann, 1780) - (Sorex araneus tetragonurus)
- Chițcan de munte (Schinz, 1887) - (Sorex alpinus alpinus)
- Chițcan pitic (Linnaeus, 1766) - (Sorex minutus minutus)
- Chițcan de apă (Pennant, 1771) - (Neomys fodiens fodiens)
- Chițcan de munte apusean (Mottasz, 1907) - (Neomys anomalus milleri)
- Chițcan de câmp (Hermann, 1780) - (Crocidura leucodon leucodon)
- Chițcan de grădină (Pallas, 1811) -  (Crocidura suaveolens suaveolens )

#### FamiliaTalpidae
- Talpa europaea (L., 1758), Cârtiță

## OrdinulChiroptera

### SubordinulMicrochiroptera

#### FamiliaRhinolophidae
- Rhinolophus ferrumequinum ferrumequinum (Schreber, 1744)
- Rhinolophus hipposideros hipposideros (Bechstein, 1800)
- Rhinolophus euryale euryale (Blasius, 1853)
- Rhinolophus blasii (Peters, 1866)
- Rhinolophus mehelyi (Matschie, 1901)

#### FamiliaVespertilionidae
- Myotis alcathoe (Helversen et Heller, 2001)
- Myotis mystacinus mystacinus (Kuhl, 1819)
- Myotis emarginatus emarginatus (Geoffroy, 1806)
- Myotis nattereri natterei (Kuhl, 1819)
- Myotis bechsteini (Leisler, 1819)
- Myotis brandtii (Eversmann, 1845)
- Myotis myotys myotis (Borkhausen, 1797)
- Myotis daubentonii daubentonii (Leisler, 1819)
- Myotis capaccinii capaccinii (Bonaparte, 1837)
- Myotis dasycneme dasycneme (Boie, 1825)
- Vespertilio murinus murinus (L., 1758)
- Eptesicus nilsoni nilsoni (Keyserling et Blasius, 1807)
- Eptesicus serotinus serotinus (Schreber, 1874)
- Nyctalus leisleri leisleri (Kuhl., 1818)
- Nyctalus noctula noctula (Schreber, 1874)
- Nyctalus lasiopterus lasiopterus (Schreber, 1780)
- Pipistrellus pipistrellus pipistrellus (Schreber, 1744)
- Pipistrellus nathusii (Kays. et Blasius, 1839)
- Pipistrellus pygmaeus (Leach, 1825)
- Pipistrellus kuhli (Kuhl, 1817)
- Barbastella barbastellus (chreber, 1774)
- Plecotus auritus auritus (L., 1758)
- Plecotus austriacus (Fischer, 1829)
- Miniopterus schreibersii schrebersii (Kuhl, 1819)

## OrdinulLagomorpha

#### FamiliaLeporidae
- Lepus europaeus europaeus (Pallas, 1778)
- Oryctolagus cuniculus cuniculus (L., 1758)

## OrdinulRodentia

### SubordinulSciuromorpha

#### FamiliaSciuridae
- Veveriță (Sciurus vulgaris fuscoater) NT (Altum, 1876)
- Marmota alpină (Marmota marmota marmota) LC (L., 1758)
- Popândăul (Citellus citellus) VU (L., 1758)

#### FamiliaCastoridae
- Breb (Castor fiber) (L., 1758)

### SubordinulMyomorpha

#### FamiliaCricetidae
- Cricetulus migratorius migratorius (Pallas, 1773)
- Cricetus cricetus cricetus (L., 1758)
- Mesocricetus newtoni - Hamsterul românesc (Nehring, 1898)
- Clethrionomys glareolus istericus (Miller, 1909) - Șoarece scurmător
- Arvicola terrestris terrestris (L., 1758)
- Arvicola terrestris amphibius (L., 1758)
- Ondatra zibethicus (L., 1758) - Bizam
- Pitymys subterraneus subterraneus (de Sélys-Longch., 1836)
- Pitymys subterraneus dacius (Miller, 1908)
- Pitymys subterraneus transsylvanicus (Ehik, 1924)
- Pitymys subterraneus nyirensis (Ehik, 1930)
- Pitymys subterraneus klozeli (Ehik, 1924)
- Chionomys nivalis (Martins, 1842)
- Microtus levis (Miller, 1908)
- Microtus arvalis (Pallas, 1778)
- Microtus agrestis (L., 1758)

#### FamiliaSpalacidae
- Nannospalax leucodon (Nordmann, 1840)
- Spalax microphthalmus antiquus (Méhely, 1909)
- Spalax microphthalmus istricus (Méhely, 1909)

#### FamiliaMuridae
- Rattus rattus rattus (L., 1758)
- Rattus rattus alexandrinus (Desmerest, 1819)
- Rattus norvegicus norvegicus (Berkenhout, 1769)
- Mus musculus musculus (L., 1758)
- Mus musculus spicilegus (Petenyi, 1887)
- Apodemus flavicollis flavicollis (Melchior, 1834)
- Apodemus sylvaticus sylvaticus (L., 1758)
- Apodemus agrarius agrarius (Pallas, 1771)
- Micromys minutus pratensis (Ocskay, 1831)

### SubordinulGlirimorpha

#### FamiliaGliridae
- Glis glis glis Pârș cenușiu (L., 1766)
- Muscardinus avellanarius avellanarius Pârș roșu (L., 1758)
- Eliomys quercinus (L., 1758)
- Dryomys nitedula nitedula (Pallas, 1779)

### SubordinulMyomorpha

#### FamiliaZapodidae
- Sicista subtilis nordmanni (Keys. et Blasius, 1840)
- Sicista subtilis trizona (Petenyi, 1882)
- Sicista betulina (Pallas, 1779)

### SubordinulCaviomorpha

#### FamiliaMyocastoridae
- Myocastor coypus (Molinia, 1782)

## OrdinulCetacea

### SubordinulOdontoceti

#### FamiliaPhocenidae
- Phocoena phocoena (L., 1758)

#### FamiliaDelphinidae
- Delphinus delphis ponticus (Barabasch, 1935)
- Tursiops truncatus ponticus (Bobrinski, 1944)

## OrdinulCarnivora

### SubordinulFissipedia

#### FamiliaMustelidae
- Mustela erminea aestiva (Kerr, 1792)
- Mustela minuta (Pamel)
- Mustela nivalis nivalis (L., 1766)
- Mustela nivalis boccamela (Becht., 1800)
- Mustela lutreola lutreola (L., 1761)
- Mustela lutreola transsylvanica (Ehik, 1931)
- Mustela putorius putorius (L., 1758)
- Mustela putorius rothschildi (Pockock, 1932)
- Dihorul pătat (Vormela peregusna euxinia) (Bockock, 1936)
- Jderul de copac (Martes martes) (L., 1758)
- Jderul de piatră (Martes foina) (Erxleben, 1777)
- Viezure (Meles meles) (L., 1758)
- vidră de râu (Lutra lutra) (L., 1758)

#### FamiliaUrsidae
- Urs brun (Ursus arctos) (L., 1758)

#### FamiliaCanidae
- Lup cenușiu (Canis lupus lupus) (L., 1758)
- Șacal (Canis aureus moreoticus) (Geoffroy, 1835)
- Vulpes vulpes crucigera (Bechstein, 1789)
- Enot (Nyctereutes procyonoides procyonoides) (Gray, 1834)

#### FamiliaFelidae
- Pisica sălbatică (Felis silvestris silvestris) (Schreber, 1777)
- Râs (Lynx lynx lynx) (L., 1758)

### SubordinulPinnipedia

#### FamiliaPhocidae
- Foca-călugăr (Monachus monachus)(Hermann, 1779)

## OrdinulArtiodactyla

### SubordinulSuiformes

#### FamiliaSuidae
- Mistreț (Sus scrofa attila) (Thomas, 1912)

### SubordinulRuminantia

#### FamiliaCervidae
- Cerbul lopătar (Dama dama dama) (L., 1758)
- Cerb (Cervus elaphus hippelaphus) (Erxleben, 1777)

#### FamiliaCapreolidae
- Căprioară (Capreolus capreolus capreolus) (L., 1758)

#### FamiliaBovidae
- Zimbru (Bison bonasus nonasus) (L., 1758)
- Capră neagră (Rupicapra rupicapra rupicapra) (Couturier, 1939)

## Lista alfabetică a mamiferelor sălbatice din România
- Arici (Erinaceus roumanicus)
- Bizam (Ondatra zibethicus)
- Bursuc, Viezure (Meles meles)
- Câine enot (Nyctereutes procyonoides)
- Capră neagră (Rupicapra rupicapra)
- Căprior (Capreolus capreolus)
- Cârtiță (Talpa europaea)
- Castor (Castor fiber)
- Cerb comun, Cerb carpatin (Cervus elaphus)
- Cerb lopătar (Dama dama)
- Chițcan alpin (Sorex alpinus)
- Chițcan de apă (Neomys fodiens)
- Chițcan de câmp (Crocidura leucodon)
- Chițcan de grădină (Crocidura suaveolens)
- Chițcan de pădure (Sorex araneus)
- Chițcan mic de apă (Neomys anomalus)
- Chițcan pitic (Sorex minutus)
- Delfin comun (Delphinus delphis)
- Delfin mare, Delfin cu bot gros (Tursiops truncatus)
- Dihor de casă (Mustela putorius)
- Dihor de stepă (Mustela eversmanii)
- Dihor pătat (Vormela peregusna)
- Elan (Alces alces)
- Focă cu burtă albă (Monachus monachus)
- Grivan cenușiu (Cricetulus migratorius)
- Hamster românesc, Grivan mic (Mesocricetus newtoni)
- Hârciog, Cățelul pământului (Cricetus cricetus)
- Hermelină (Mustela erminea)
- Iepure de câmp (Lepus europaeus)
- Jder de copac (Martes martes)
- Jder de piatră (Martes foina)
- Lapin (Oryctolagus cuniculus)
- Liliac cărămiziu (Myotis emarginatus)
- Liliac cârn (Barbastella barbastellus)
- Liliac comun (Myotis myotis)
- Liliac comun mic (Myotis oxygnathus)
- Liliac cu aripi lungi (Miniopterus schreibersii)
- Liliac cu picioare lungi (Myotis capaccinii)
- Liliac cu urechi mari (Myotis bechsteinii)
- Liliac de iaz (Myotis dasycneme)
- Liliac mustăcios (Myotis mystacinus)
- Liliacul bicolor (Vespertilio murinus)
- Liliacul cu aripi late (Eptesicus serotinus)
- Liliacul cu potcoavă a lui Blasius (Rhinolophus blasii)
- Liliacul cu potcoavă a lui Méhely (Rhinolophus mehelyi)
- Liliacul de amurg (Nyctalus noctula)
- Liliacul lui Natterer (Myotis nattereri)
- Liliacul lui Savii (Hypsugo savii)
- Liliacul mare cu potcoavă (Rhinolophus ferrumequinum)
- Liliacul mediteranean cu potcoavă (Rhinolophus euryale)
- Liliacul mic cu potcoavă (Rhinolophus hipposideros)
- Liliacul mic de amurg (Nyctalus leisleri)
- Liliacul nordic (Eptesicus nilssonii)
- Liliacul pitic (Pipistrellus pipistrellus)
- Liliacul urecheat brun (Plecotus auritus)
- Liliacul urecheat cenușiu (Plecotus austriacus)
- Lup (Canis lupus)
- Marsuin, Porc de mare (Phocoena phocoena)
- Mistreț (Sus scrofa)
- Mormotă (Marmota marmota)
- Muflon (Ovis gmelinii)
- Nevăstuică (Mustela nivalis)
- Nurcă (Mustela lutreola)
- Nurcă americană (Neovison vison)
- Nutrie (Myocastor coypus)
- Orbetele mare (Spalax graecus)
- Orbetele mic (Nannospalax leucodon)
- Pârș cu coada stufoasă (Dryomys nitedula)
- Pârș de alun (Muscardinus avellanarius)
- Pârș de ghindă (Eliomys quercinus)
- Pârș mare (Glis glis)
- Pisică sălbatică (Felis silvestris)
- Popândău (Spermophilus citellus)
- Râs eurasiatic (Lynx lynx)
- Șacal auriu, Lup auriu (Canis aureus)
- Șoarece de câmp (Microtus arvalis)
- Șoarece de casă (Mus musculus)
- Șoarece de mișună (Mus spicilegus)
- Șoarece de pădure (Apodemus sylvaticus)
- Șoarece de stepă (Apodemus uralensis)
- Șoarece de Tatra (Microtus tatricus)
- Șoarece de zăpadă (Chionomys nivalis)
- Șoarece gulerat (Apodemus flavicollis)
- Șoarece pitic (Micromys minutus)
- Șoarece răsăritean de câmp, Șoarece sudic de câmp (Microtus levis, sinonim Microtus rossiaemeridionalis)
- Șoarece scurmător (Clethrionomys glareolus)
- Șoarece subpământean (Microtus subterraneus)
- Șoarecele de umbră (Microtus agrestis)
- Șoarecele săritor de pădure (Sicista betulina)
- Șoarecele săritor de stepă (Sicista subtilis)
- Șobolan de apă (Arvicola amphibius)
- Șobolan de apă de munte (Arvicola scherman)
- Șobolan de câmp (Apodemus agrarius)
- Șobolan de casă (Rattus rattus)
- Șobolan de casă cenușiu (Rattus norvegicus)
- Urs brun (Ursus arctos)
- Veveriță (Sciurus vulgaris)
- Vidră, Lutra (Lutra lutra)
- Vulpe (Vulpes vulpes)
- Zimbru (Bison bonasus)
- - (Myotis brandtii)
- - (Pipistrellus nathusii)
- - (Pipistrellus kuhlii)
- - (Myotis alcathoe)
- Liliacul mare - (Nyctalus lasiopterus)
- Liliacul lui Daubenton - Myotis daubentonii
- Liliacul sopran - Pipistrellus pygmaeus
- Liliacul cu mustăți de stepă - (Myotis aurascens)